# Chambre de commerce et d'industrie de Thiers
La chambre de commerce et d'industrie de Thiers était l'une des 4 CCI du département du Puy-de-Dôme.
En 2010, elle a fusionné avec les chambres d'Ambert, Riom et Thiers pour former la chambre de commerce et d'industrie du Puy-de-Dôme, qui fait partie de la chambre régionale de commerce et d'industrie Auvergne.

## Missions
C'était un organisme chargé de représenter les intérêts des entreprises commerciales, industrielles et de service du Puy-de-Dôme et de leur apporter certains services. Elle était aussi un établissement public qui gérait des équipements au profit de ces entreprises.
Comme toutes les CCI, elle était placée sous la double tutelle du Ministère de l'Industrie et du Ministère des PME, du Commerce et de l'Artisanat.

### Service aux entreprises
- Centre de formalités des entreprises
- Assistance technique au commerce
- Assistance technique à l'industrie
- Assistance technique aux entreprises de service
- Collecte de la Participation des employeurs à l’effort de construction (PEEC)
- Point A (apprentissage)

## Historique
17 septembre 2009 : Décret no 2009-1129 de fusion de la chambre avec Clermont-Ferrand, Riom et Ambert pour former en 2010 la chambre de commerce et d'industrie du Puy-de-Dôme.

## Pour approfondir